# Prästtjärnen (Sorsele socken, Lappland)
Prästtjärnen är en sjö i Sorsele kommun i Lappland och ingår i Umeälvens huvudavrinningsområde. Prästtjärnen ligger i Vindelfjällen Natura 2000-område.